# Tisdale Virginal Book

Le Tisdale Virginal Book (ou Tisdale's Virginal Book) est un recueil manuscrit de musique pour le virginal ou le clavecin, compilé en partie par John Bull et par William Tisdale dans la décennie 1620 environ. Il est conservé au Fitzwilliam Museum, à Cambridge (Angleterre, référencé sous la cote MU MS 782 olim 52.d.25).

## Le manuscrit
Le manuscrit contient vingt-et-une pièces originales ou des arrangements pour clavier de William Byrd, Morley et Tisdale pour les plus connus, mais également de Briant Ladlawe, Mr. Randall, Mr. Marchunt, Heybourne, Robert Johnson et John Holmes.
Le contenu du recueil est une copie d'une compilation plus large ayant appartenu à John Bull (c.1610) et copié par Tisdale. La musique pour clavier s'étend sur les fos 73 à 97 et le reste comprend des pièces instrumentales.

## Édition
- Tisdale's Virginal Book, éd. Alan Brown, coll. « Early keyboard music » (K24), Londres, Stainer & Bell, 1966 (OCLC 425470)